# Mark Ormrod (athlète)
Mark Ormrod (né le 1er décembre 1982) est un athlète australien spécialiste du 400 mètres. Il obtient ses principaux résultats internationaux au sein du relais 4 × 400 mètres australien.

## Biographie
Aux Jeux olympiques de 2004, Mark Ormrod est le deuxième relayeur de l'équipe australienne (aux côtés de John Steffensen, Patrick Dwyer et Clinton Hill) qui obtient la médaille d'argent sur 4 × 400 mètres.

### Palmarès
| Date | Compétition          | Lieu      | Résultat | Performance   |
| ---- | -------------------- | --------- | -------- | ------------- |
| 2004 | Jeux olympiques      | Athènes   | 2e       | 3 min 00 s 60 |
| 2006 | Jeux du Commonwealth | Melbourne | 1er      | 3 min 00 s 93 |
| 2007 | Universiade          | Bangkok   | 2e       | 3 min 02 s 76 |

### Records
| Épreuve    | Performance | Lieu      | Date              |
| ---------- | ----------- | --------- | ----------------- |
| 200 mètres | 21 s 02     | Canberra  | 5 février 2005    |
| 400 mètres | 45 s 62     | Melbourne | 1er décembre 2005 |